# HD 34790
HD 34790 är en dubbelstjärna belägen i den södra delen av stjärnbilden Kusken. Den har en kombinerad skenbar magnitud av ca 5,66 och är svagt synlig för blotta ögat där ljusföroreningar ej förekommer. Baserat på parallaxmätning inom Hipparcosuppdraget på ca 11,3 mas, beräknas den befinna sig på ett avstånd på ca 289 ljusår (ca 89 parsek) från solen. Den rör sig närmare solen med en heliocentrisk radialhastighet på ca -19 km/s.

## Egenskaper
Primärstjärnan HD 34790 A är en vit till blå stjärna i huvudserien av spektralklass A1 Vs. Den har en radie som är ca 2,6 solradier och har ca 35 gånger solens utstrålning av energi från dess fotosfär vid en effektiv temperatur av ca 8 700 K.
HD 34790 är en dubbelsidig spektroskopisk dubbelstjärna. De två stjärnorna kretsar kring varandra med en omloppsperiod av endast 2,15 dygn och en excentricitet på noll, vilket betyder att deras omloppsbana är nära cirkulär. De kretsar tillräckligt nära varandra för att deras rotationsperioder med största sannolikhet har blivit tidvattenlåsta, vilket innebär att de alltid har samma sida mot varandra.